# ソ連派 (朝鮮)
ソ連派（ソれんは）は、第二次世界大戦後の朝鮮半島の北半部（北緯38度線以北）の体制（のちに朝鮮民主主義人民共和国となる）に参加したグループの通称。ソビエト社会主義共和国連邦領内出身の朝鮮系ソ連国民であり、ソ連軍人として朝鮮半島に進駐し、北朝鮮の統治機構に加わった。のちに北朝鮮内部の権力抗争に敗れて粛清される。

## 概要
19世紀、咸鏡道に隣接する清国領間島やロシア領沿海州に朝鮮人が移住するようになった。沿海州に住んでいた朝鮮人は、ソ連時代にスターリンによって中央アジアに強制移住させられる（高麗人）。彼らの中には共産党に入党したりソ連軍（赤軍）に加わった者もいた。第二次世界大戦終結とともに、その一部はソ連軍の朝鮮進駐に従って祖先の地に戻り、経済再建や朝鮮人民軍の創設などソ連型社会主義体制建設に参画することとなった。これがソ連派である。
ソ連系朝鮮人の入北は第1陣から第5陣に分けることができ、第1陣は40人であった。鄭律（ソ連海軍軍人）、崔鐘学（ソ連軍大尉）、チェ・ワレンチン（ソ連軍上尉）などソ連対日参戦に参加した人と朴昌玉、韓一武、李学龍、金元吉、金ソンフンなど朝鮮に派遣され諜報活動中に終戦を迎えた人々、1945年8月29日にソ連軍第25軍の政治部と共に平壌に入ったミハイル姜少佐、呉基燦大尉などのソ連軍人や田東赫（詩人）、趙基天、林河（劇作家）、金世一（小説家）、金元鳳（朝鮮義勇隊の金元鳳とは別人）、金成和、朴基鎬、李奉吉など民間人28人が含まれる。
1945年9月、第88独立旅団に勤務していた李東華（少佐）、朴吉南（大尉）、李青松（特務曹長）、全学俊（曹長）、崔興国（軍曹）兪成哲（上等兵）、李宗仁（上等兵）、鄭学俊（上等兵）、金奉律、文日がソ連軍艦プガチョフ号に乗り、元山に入港。
第2陣は1945年10月中旬、平壌に到着した。師範大学やロシア語学科などを卒業した朴永彬、金日、朴吉龍、朴泰燮、許学哲、千律、朴椿、金丹、千義琓、オ・ピョートル、朴泰俊など53人であった。
第3陣は1945年12月初旬に平壌に到着し、許哥誼、朴義琓、方学世、金在旭、姜尚昊、李春白、金沢泳、奇石福、金承化、金烈、許彬、金東哲、金燦、金永洙、朴英、鄭国禄、高熙萬、朴昌植、安東洙、李東建などで、後に党や政府の要職を占めた大物が多かった。
第4陣は1946年夏に平壌に到着し、南日、張益煥、金ドンハク、朴ウォンム、金永三、金学仁、朴一、金インノケンチー、千治億、李文日、鄭哲友、チャン・チュイク、など技術者や幹部36人であった。
第5陣は1946年9月に到着し、朴秉律、チュ・グァンム、オ・ギフン、朴レオニード、金七星、チャン・ドンヤ、カン・ソフィア、シム・スチョル、金ヨンス、朴一英、金光、許翼など主にロシア語教員で20人であった。
ソ連系朝鮮人は指導的なポストに任命されたが、彼らのほとんどは指揮系統の2番手であった。
多くのソ連系朝鮮人は刑事警察、諜報機関、防諜活動の任務を統合した内務省の役人であり、北朝鮮警察と公安機関の設立への貢献は大きかった。北朝鮮公安当局は1947年に北朝鮮に来た方学世が指揮しており、ソ連人顧問のG・M・バラサノフの指導の下、方は実質的にゼロから抑圧的治安機構を築いた。海外諜報部は、1950年半ばに、元ソ連の教員で戦時中の諜報員であった金チュンサン（A・N・ニガイ）が率いていた。1955年から1957年の内務省のトップは姜尚昊であった。1957年、新しく統合された閣僚会議の情報機関が設立された時、セミヨン・ナム（南昌燮）が組織の次長となった。南昌燮は元ソ連国家保安委員会の職員で、1946年から北朝鮮に派遣され、G・サラノフの指導下で勤務していた。
ソ連軍に所属していた朝鮮出自の高官の多くは大粛清で死亡していたため、北朝鮮の軍事力の確立に果たした役割はあまり大きくは無かった。主に政治教化や技術関連職、行政職に従事した。数少ない例外が、ソ連軍大佐でスターリングラード戦車学校の元司令官であった崔表徳であり、当初はソ連軍顧問として北朝鮮にやってきたが、友人で義理の息子でもある許哥誼の影響力により人民軍に移籍となった。兪成哲や朴吉南、金奉律などソ連軍情報部に勤務した者も人民軍に入った。
朝鮮戦争中、128人中48人が軍隊に居たが、実際に戦闘部隊を指揮していたのは1人のみであった（第17機甲師団長鄭哲友（アレクセイ・テン））。多くが本部や技術、管理部門のスタッフであるが、一方で全体の3分の1にあたる約19人が大臣クラスであった。
教育、出版、文化は30人が徴用され、副大臣から二流大学の教授、新聞の編集員まで様々であった。
9人の副大臣と1人の大臣を含む24人は工業経営に従事した。治安活動、警察、司法の分野では16人、専門的な党職員が5人、2人の外交官を含んだ5人が政府の役人であった。
しかし、朝鮮戦争の失敗とともに金日成は国内における権力確立を目指し、ソ連派の中心人物である許哥誼は1951年に失脚、のち自殺（変死）したとされる。1956年、朴昌玉らは延安派とともに金日成批判を行うが（8月宗派事件）、金日成ら満州派（国外パルチザン派）、及び当時満州派と同盟関係だった（後に離反・粛清）甲山派（国内北部パルチザン派）両派の反撃を受けて敗北した。この結果、ソ連派の約500人はソ連に帰国し、ソ連派の影響力は一掃された。なお、南日・方学世らはソ連系だったが金日成を支持したため、8月宗派事件での失脚を免れた。

## ソ連派の人物
| 氏名   | 別名                                       | 入北時期   | 入北前の経歴               | 入北以降の経歴                                        | 8月宗派事件前後の動向 |
| ------ | ------------------------------------------ | ---------- | -------------------------- | ----------------------------------------------------- | --------------------- |
| 許哥誼 | アレクセイ・イワノヴィチ・ヘガイ           | 1945年12月 | 区域党委員会第2秘書        | 党中央委員会秘書                                      | 1953年粛清            |
| 朴昌玉 |                                            | 1945年     | 区域党委員会部長           | 副首相                                                | 粛清                  |
| 金承化 |                                            | 1945年12月 | 市党委員会副部長           | 建設相                                                |                       |
| 金烈   |                                            | 1945年12月 | ウズベク行政機関勤務       | 工業省副相                                            | 粛清                  |
| 奇石福 |                                            | 1945年12月 | 極東教育出版局副局長       | 文化宣伝省副相                                        | ソ連帰国              |
| 朴義琓 | イヴァン・アルカージェヴィチ・パク         | 1945年12月 | 市党委員会部長             | 副首相                                                | 粛清                  |
| 朴永彬 |                                            | 1945年10月 | 教師                       | 第25軍政治部通訳                                      | ソ連帰国              |
| 金在旭 | 金在郁、金宰旭                             | 1945年12月 | 区域党勤務                 | 総政治局長代理                                        | ソ連帰国              |
| 太成洙 |                                            | 1945年12月 |                            | 労働新聞主筆                                          |                       |
| 方学世 | ニコライ・イグナーチエヴィチ・パン         | 1945年10月 | 情報機関勤務               | 内務相                                                | 金日成を支持          |
| 姜尚昊 | セルゲイ・パブロヴィチ・カン               | 1945年秋   | ソ連軍少尉                 | 内務副相                                              | ソ連帰国              |
| 南日   | ヤーコフ・ペトローヴィチ・ナム             | 1946年夏   | 教師                       | 教育副相、人民軍総参謀長、外務相                      | 金日成を支持          |
| 鄭尚進 | 鄭律、ユーリー・ダニーロヴィッチ・テン     | 1945年     | ソ連海軍軍曹               | 教育部長、文化宣伝省副相                              | 1957年ソ連帰国        |
| 文日   | ユーリー・アレクセイヴィチ・ムン           | 1945年     | 軍人                       | 金日成の秘書                                          | ソ連帰国              |
| 崔表徳 | ピョートル・イワノヴィチ・ツォイ           | 1948年     | ソ連軍中佐                 | タンク司令官                                          | 1953年ソ連帰国        |
| 崔鍾学 |                                            | 1945年     | ソ連軍大尉                 | 軍事政治学校校長 第2師団副師団長兼政治部長 総政治局長 | 粛清                  |
| 兪成哲 | ボリス・パヴロヴィチ・ユガイ               | 1945年9月  | ソ連軍上等兵               | 作戦局長 総参謀長代理                                 | 1959年12月ソ連帰国    |
| 金奉律 |                                            | 1945年9月  | コルホーズ議長、ソ連軍兵士 | 砲兵司令官 人民武力部副部長                           | 金日成を支持          |
| 崔弘極 | 崔興國、アナトリー崔                       | 1945年     | 軍人                       | 人民軍後方司令官                                      |                       |
| 黄虎林 | アレクサンドル・グリゴリエヴィチ・フヴァン | 1946年     | ソ連軍大尉                 | 工兵部長、副総参謀長                                  | 1948年ソ連帰国        |
| 朴吉南 | ニコライ・ニコラーエヴィチ・パク           | 1945年9月  | ソ連軍大尉                 | 人民軍工兵局長                                        | ソ連帰国              |
| 李青松 |                                            | 1945年9月  | ソ連軍特務曹長             | 人民軍通信部副部長 第2師団長                          | 朝鮮戦争で戦死        |
| 崔遠   |                                            |            | ソ連軍上級中尉             | 人民軍偵察局長                                        | 粛清                  |
| 韓一武 |                                            | 1945年     | 集団農場党委員長、諜報員   | 海軍司令官                                            | 1962年ソ連帰国        |
| 金七星 |                                            | 1947年     |                            | 海軍作戦科長                                          | 粛清                  |
| 李セホ |                                            | 1947年     |                            | 海軍士官学校副校長                                    |                       |
| 兪成傑 | ニコライ・アンドレイヴィチ・ユガイ         | 1945年     | 教師                       | 飛行師団文化副師団長                                  | 1960年4月ソ連帰国     |

## 参考
- アンドレイ・ランコフ 著、下斗米伸夫、石井知章 訳『スターリンから金日成へ 北朝鮮国家の形成1945～1960年』法政大学出版局、2011年。ISBN 978-4-5886-0316-7。
- 우동현 (2016) (PDF). 1945～1950 년  재북  소련계  조선인의  활동과  성격. ソウル大学校大学院 2019年1月30日閲覧。.
- 장학봉. “Biographies of Soviet Korean Leaders”.  アメリカ合衆国議会図書館. 2019年2月8日閲覧。
  - ソ連に亡命した元高官ら（延安派である李相朝などを含む）の略歴。元人民軍航空司令部軍事委員、金策軍官学校校長の張学鳳による。